# Derfflinger (Schiff, 1908)
Der Reichspostdampfer Derfflinger war das elfte und letzte Schiff der Feldherren-Klasse des Norddeutschen Lloyd (NDL) für den Dienst nach Ostasien und Australien. Das Schiff war benannt nach Georg von Derfflinger (1606–1695), dem kurfürstlich-brandenburgischen Feldmarschall und Statthalter von Pommern.
Die Derfflinger gehörte zu den vier Schiffen der Klasse, die nach dem Ersten Weltkrieg wieder in den Dienst des NDL kamen.

## Geschichte
Die Derfflinger war das letzte Schiff der Feldherren-Klasse. Sie war das fünfte von der Schichau-Werft in Danzig gelieferte Schiff der Klasse, die es für 4,42 Millionen Goldmark 1908 fertigstellte.
Am 9. Mai 1908 startete die Derfflinger zu ihrer Jungfernreise nach New York, der im Juni 1908 eine zweite Reise folgte und im Juni 1913 noch eine dritte. Am 1. Juli 1908 erfolgte ihr erster Einsatz als Reichspostdampfer nach Ostasien.
Beim Beginn des Ersten Weltkriegs im August 1914 befand sich die Derfflinger auf der Rückreise vor Port Said und wurde von den Briten aufgebracht. Die Derfflinger wurde unter dem neuen Namen Huntsgreen von den Briten ab 1915, zuletzt von der Reederei Stelp & Leighton, eingesetzt.
1923 kaufte der NDL die ehemalige Derfflinger zurück. Nach Reparatur und Umbau mit 9162 BRT vermessen, verfügte das Schiff nun über Einrichtungen für 811 Passagiere nur in der II. und III. Klasse. Am 20. September 1923 trat die Derfflinger ihre erste Nachkriegsreise für den NDL nach New York an. Im Januar 1924 wurde sie auch wieder nach Ostasien eingesetzt. Im Februar 1927 wurde das Schiff umgebaut und erhielt eine Passagiereinrichtung mit einer Kabinen-, Touristen- und III. Klasse.
Am 16. Juli 1929 lief die Derfflinger im Gelben Meer bei Hsian Kung Tau auf Grund. Passagiere und Besatzung mussten abgeborgen werden, das Schiff konnte aber nach Tsingtau zur Reparatur eingeschleppt werden.
Am 12. November 1931 konnte das Schiff in der Jangtse-Mündung bei sehr schlechtem Wetter die Besatzung der auf Grund gelaufenen, britischen Sloop Petersfield retten. Unter den Geretteten befand sich der britische China-Oberbefehlshaber, Sir Howard Kelly, mit seiner Familie.
Im Mai 1932 wurde die Derfflinger aufgelegt und 1933 zum Abbruch verkauft.